# Aakirkeby
Aakirkeby est une ville du Danemark, située dans le sud de l'île de Bornholm qui émerge au sud-ouest de la mer Baltique.

## Démographie
Sa population est de 2 112 habitants en 2017.

## Jumelage
- Ronneby  Suède

## Lieux et monuments
- L'église Aa (da), bâtie au XIIe siècle[1].
- Les petits menhirs Strøby A, Strøby B et Skovgaard.